# Arthur Tresse
Arthur Marie Leopold Tresse (Martigny-les-Bains, Vosges, 24 de abril de 1868 – Lisieux, Calvados, 5 de fevereiro de 1958) foi um matemático francês.
Tresse estudou na École normale supérieure com o diploma em 1891, onde foi colega de estudos de Élie Cartan. Continuou a estudar na Universidade de Leipzig com Sophus Lie, onde conheceu o matemático Friedrich Engel e os trabalhos de Wilhelm Killing sobre álgebra de Lie, sobre a qual ele comentou com seu amigo Cartan após seu retorno a Paris. Logo depois (1893) Lie encontrou-se em sua viagem a Paris com Cartan, que trabalhava em sua famosa tese sobre álgebra de Lie. Tresse obteve um doutorado em 1893 na Universidade de Paris, orientado por Sophus Lie, com a tese Sur les invariants différentiels des groupes continus de transformations. No prefácio surge pela primeira ver o termo grupo de Lie.
Tresse foi professor de matemática no Collège Stanislas de Paris e inspetor geral de instrução pública.
Foi colaborador da edição francesa da Encyklopädie der mathematischen Wissenschaften (artigo Géométrie projective).

## Obras
- com Alexandre Thybaut: Cours de de géométrie analytique. A. Colin, Paris 1904.
- Éléments de géométrie analytique. A. Colin, Paris 1925, 7. Edição 1954.
- Théorie élémentaire des géométries non-euclidiennes. Gauthier-Villars, Paris 1955.
- Inversion, involution et leurs applications. Vuibert, Paris 1956.